# Droga I/50 (Czechy)
Droga krajowa 50 (cz. Silnice I/50) – droga krajowa w Czechach. Trasa zaczyna się przy węźle z obwodnicą miejską Brna i prowadzi przez miasto Uherské Hradiště oraz Uherský Brod do dawnego przejścia granicznego Słowacją. Na odcinku 7 km. pod Brnem trasa biegnie wspólnym śladem autostradą D1, a mieście Uherské Hradiště z drogą krajową nr 55. Arteria stanowi fragment trasy europejskiej E50. Droga - z wyjątkiem odcinka w Brnie - jest jedno-jezdniowa.